# Родостамов Михайло Іванович
Родостамов Михайло Іванович (рос. Родостамов Михаил Иванович) (нар. 27 липня 1683–1714) — дяк  посольського приказу (29 липня 1699—1709 рр.), російський дипломат, керівник Ради з обрання гетьманом Івана Скоропадського у Глухові.

## Дипломатична діяльність
29 липня 1699 року вперше обраний дяком посольського приказу. На цій посаді безперервно перебував до 1709 року.
У лютому 1708 року він разом з дяками посольського приказу Василем Посніковим та Іваном Волковим під керівництвом друкаря Микити Моїсеєвича Зотова переглянули і переписали документи, що зберігалися на Казенному дворі. Потім вони були передані до Посольського приказу.

## Державна діяльність
6 листопада 1708 року в Глухові за наказом імператора Петра І проводив вибори гетьмана Лівобережної України Івана Скоропадського. http://zaharov.csu.ru/bspisok.pl?action=people_id&id=8095[недоступне посилання з липня 2019] Зачитав царську Грамоту про відкриття Ради з обрання гетьмана Лівобережної України у Глухові.
В 1709 році постригся у ченці.